# فرنسيس سانفورد
فرنسيس سانفورد هو سياسي فرنسي، ولد في 11 مايو 1912 في بابيتي في فرنسا، وتوفي في 21 ديسمبر 1996 في فا في فرنسا. نشط حزبياً في الاتحاد الوطني للجمهوريين المستقلين. وقد انتخب نائب فرنسي.